# Christian Puibaraud
Christian Puibaraud, né le 21 février 1938 à Courbevoie et mort le 17 août 2023 à Dax, est un rameur d'aviron français.

## Palmarès

### Championnats du monde
- 1962 à Lucerne
  -  Médaille de bronze en huit[2]

### Championnats d'Europe
- 1961 à Prague
  -  Médaille de bronze en huit